# میلانوآ
میلانوآ (به لاتین: Milanoa) یک منطقهٔ مسکونی در ماداگاسکار است که در ووهمار واقع شده‌است. میلانوآ ۱۷٬۰۰۰ نفر جمعیت دارد و ۹۲ متر بالاتر از سطح دریا واقع شده‌است.